# Kalabače
Kalabače (cyr. Калабаче) – wieś w Bośni i Hercegowinie, w Republice Serbskiej, w gminie Šekovići. W 2013 roku liczyła 152 mieszkańców.